# Honda járművek listája
Ez a japán Honda gyár által gyártott autók, motorkerékpárok és mopedek listája. A dátumok a jármű bemutatásának, illetve a gyártás lezárásának évét jelzik.

## Autók
- Acty (1977)
- Accord (1976)
- Airwave (2005)
- Ascot (1989–1997)
- Ballade (1980–2002)
- Beat (1991–1996)
- Caren (Unknown)
- City (1981)
- Civic (1972)
- CR-X (a.k.a. Ballade Sports CR-X vagy Civic CR-X) (1983–1991)
- CR-X del Sol (1992–1997)
- CR-Z, a hibridjármű (2009 2010)
- Civic Hybrid (2003)
- Concerto (1988–1994)
- CR-V (1996)
- Domani (1992–2004)
- Edix (2004)
- Element (2003)
- EV Plus, elektromos autó (1997–1999)
- FCX, a üzemanyagcellás jármű  (2008-)
- FR-V (2004)
- Fit (2001)
- Fit Aria (1981)
- Freed (2008)
- Fuya-Jo (nincs adat)
- Grande Mark II (nincs adat)
- Hobio (nincs adat)
- e:Ny1 (1999–2005)
- Insight, hibrid jármű (2000–2006, 2009)
- Inspire (1990)
- Integra (1985–2007)
- Jazz/Fit (1982)
- Legend (1985)
- Life Dunk (2000–2004)
- Logo (1996–2001)
- Mobilio (2001–2008)
- Mobilio Spike (2002–2008)
- MDX (2003)
- NSX (1990–2005)
- NSX-R (1992–1995)
- N360 (1967–1972)
- Odyssey (1995)
- Orthia (1996–2002)
- Partner Van (nincs adat)
- Passport (1994–2002)
- Pilot (2003)
- Prelude (1978–2001)
- Quintet (1980–1985)
- Ridgeline (2006)
- S2000 (1999–2009)
- S600 (1964–1966)
- S800 (1966–1970)
- Shuttle (nincs adat)
- SM600 (nincs adat)
- StepWGN (1996)
- Stream (2000)
- That's (2002)
- Today (1985–1998)
- Vamos (1970–1973, 1999)
- Honda Z (1970–1974, 1998–2002)
- ZEST (2006)

- Honda ASM
- Honda CR-Z
- Honda Dualnote
- Honda FCX Concept
- Honda HSC
- Honda IMAS
- Honda J-VX
- Honda Kiwami
- Honda OSM
- Honda PUYO
- Honda REMIX
- Honda Step Bus
- Honda SUT
- Honda WOW

- 1964 RA271
- 1965 RA272
- 1966 RA273
- 1967 RA300
- 1968 RA301
- 1968 RA302
- 1969 R-1300
- 2006 RA106
- 2007 RA107
- 2008 RA108

- 1963–1967 T360
- 1964–1967 T500
- 1963–1964 S500
- 1964–1966 S600
- 1966–1970 S800
- 1965 L700
- 1966–1967 L800
- 1967–1970 N360/N400
- 1969–1972 N600
- 1970–1974 Z360/Z600
- 1972 1300
- 1999–2003 Avancier
- 1991–1996 Beat

- 1998–2002 Capa
- Quint Integra
- Lagreat
- 1971–1974, 1997–present Life
- 1972–1974 Life StepVan
- 1973–1974 Life Pick-Up
- 1996–2001 Logo
- 1996–2003 S-MX
- 1995–2003 Saber
- Street
- TN360/TN-III
- TN-Acty
- 1985–1997 Today

## Motorkerékpárok

### 100 cm³ alatt
- C100 – 1958–1962
- C50 – 1962 után
- Honda NB50Aero 50 (NB50)
- Honda Beat (HondaFC50)
- CB50
- Scrambler 50 (CL50)
- Sport (C110)
- Sport (SS50)
- Trail (CA100T)
- Chaly (CF 50)
- CRF 50
- CT 50
- Dream 50R
- Elite 50 LX (SA50)
- Elite E (SB50)
- Elsinore (MR50)
- Express (NC50)
- Express II (NA50)
- Express SR (NX50)
- Gyro TG50 (NN50MD)
- MB5, MB50
- Metropolitan Jazz (CHF 50)
- Metropolitan II (CHF50P)
- MBX, MBX50
- MT5, MT50
- MTX, MBTX50
- Urban Express (NU50)
- Urban Express DX (NU50M)
- NS50F
- NSR50R
- Spree (NQ50)
- MiniMoto (QR50)
- Mini Trail (Z50A)
- Mini Trail (Z50M)
- Mini Trail (Z50R)
- Mini Trail (Z50J)
- Moped (P50)
- Moped (PX50S)
- Moped (PA50)
- Moped (PC50)
- QA50
- Ruckus (NPS50)
- Honda SS50 – 1977-ig
- Honda Vision Series (NT50, NH80, NE50, SA50 Met-In)
- XR50
- ZB50
- Zoomer
- Trail (C105T)
- Cub (C65)
- Elsinore (CR60)
- Sport (S65)
- Sport (CS65)
- 70, CD70
- CRF70
- Cub, Passport (C70)
- Mini Trail (CT70)
- Motosport (SL70)
- Scrambler (CL70)
- XL70
- XR70
- XL75
- XR75
- NS-1
- Aero 80 (NH80)
- CR80R
- CRF80
- Elite (CH80)
- Elsinore (CR80)
- MTX80R
- XL80
- XR80
- NSR80 (Japán)
- CR85R
- CR85RB
- CR85X
- Cub (CM91)
- Cub (EZ90)
- Motosport (SL90)
- Scrambler (CL90)
- Sport (S90)
- Touring 90 (C200)
- Touring 90 (C201)
- Trail (CT200)
- Trail (CT90)
- Trailsport (ST90)

### 100 és 200 cm³ között
- Bravo
- CB100
- CB100N
- CD100
- CRF100
- Lead (SCV100)
- MB100
- Motosport (SL100)
- Scrambler (CL100)
- H100S Super
- Super Sport (CB100)
- XL100
- XR100
- C110, C111, C115
- S110 Benly
- Trail (CT110)
- XRM
- Honda Activa
- Honda Aviator
- Aero & Lead (NH125)
- Benly & Touring 125 (C92, CA92)
- Benly & Touring 125 (CB92)
- Benly & Touring 125 (CD125)
- Benly & Touring 125 (CS92)
- CBR125
- CB125
- Honda CB125 Twin
- Honda CBF125
- CBZ125F
- CG125
- Atlas Honda CG125
- CM125
- CR125M
- CR125R
- Dylan 125
- Elite (CH125)
- Innova (ANF125)
- Motosport (SL125)
- MT125
- NX125
- NXR125
- Pantheon FES125
- RC143
- Rebel
- Scrambler (CL125)
- Shadow (VT125C)
- SH125
- Shine 125
- Super Sport (CB125)
- Super Sport (SS125)
- Super Sport (CG125)
- Trail (CT125)
- Honda NSR125
- Trials (TL125)
- Varadero (XL125V)
- XL125
- XR125L
- Honda LS125R
- Honda CBF Stunner
- Honda CBF125
- TMX 125
- Benly & Touring 150 (CA95)
- CRF150R Expert
- CRF150R
- CRF150F
- Elite (CH150, CH150D)
- SH150, SH150i
- Unicorn
- CBR150R
- TMX
- Scrambler (CL160)
- Super Sport (CB160)
- Touring (CA160)
- Sport Touring
- CB175
- CD175
- Motosport (SL175)
- MR175
- Scrambler (CL175, GL175)
- Super Sport (CB175)
- Touring (CA175)
- XL175
- CD185 Twin
- Twinstar (CM185T)
- XL185
- XR185

### 200 és 400 cm³ között
- Fatcat (TR200)
- Phantom (TA200)
- Reflex (TLR200)
- Roadmaster (CD200)
- Scrambler (CL200)
- Sport (CB200)
- Twinstar (CM200T)
- MTX200R
- XL200
- XR200
- Honda TLR200
- CRF230F
- CRF230L
- MVX250
- CB250N Super Dream
- CM250
- Dream (C71, CA71, CE71, C72, CA72)
- Honda C71, C76, C72, C77 Dream
- Hawk (CB72)
- CJ250T
- Nighthawk (CB250)
- Sport (CB250)
- CD250U
- Elite 250 (CH250)
- Helix (CN250)
- CBF250
- Hornet (CB250F)
- CBR250
- CBR250R
- CBR250RR (MC22)
- CB250RS
- CBX250RS
- Scrambler (CL72)
- Custom (CM250)
- Rebel (CMX250C, CMX250CD)
- CRF250R
- CRF250X
- Elsinore (CR250M)
- CR250R
- Forza
- Elsinore (MR250)
- Elsinore (MT250)
- NSR250R (MC16, MC18, MC28)
- Honda Recon ES and Recon
- Reflex (NSS250)
- NX250
- Big Ruckus 250 (PS250)
- Honda R250 – military version
- Trials (TL250)
- Spada (VT250)
- VT250F
- Interceptor (VTR250)
- XL250
- XR250
- XR250L
- XR250R
- XRE300
- Dream (C76, C77)
- Honda C71, C76, C72, C77 Dream
- Scrambler (CL77)
- Super Hawk (CB77)
- CB350 K4 (Egyesült Királyság)
- Four (CB350F)
- Motosport (SL350)
- Scrambler (CL350)
- Sport (CB350)
- XL350, XL350R
- XR350R
- Scrambler (CL360)
- Sport (CB360, CJ360T)

### 400 és 1000 cm³ között
- CB-1 (NC27)
- Hondamatic (CB400A, CM400A)
- Hawk (CB400T, CB400T II)
- CB400N
- CBR400F Endurance
- CBR400R
- CBR400RR (NC23, NC29)
- CBX400
- Custom (CM400)
- GB400
- NS400R
- NT 400
- RVF400
- VF400F
- VFR400
- XR400
- NX400
- TRX 400EX
- Four (CB400F)
- CB450DX (CB450N/PC14)
- CB450E
- CRF450R
- CRF450X
- Custom (CB450C)
- Elsinore (CR450R, CRF450R)
- Hawk (CB450T)
- Hondamatic (CM450A)
- Nighthawk (CB450SC)
- Police (CB450DXP)
- Rebel (CMX450C)
- Scrambler (CL450)
- Sport (CB450)
- Sport (CB450N)
- Trx 450
- CR480
- Ascot (FT500)
- Ascot (VT500, VT500FT)
- CB500F
- Custom (CX500)
- CX500
- Deluxe (CX500)
- CR500R
- Four (CB500)
- Interceptor (VF500F)
- Magna V30 (VF500C)
- Motosport (XL500S, XL500R)
- NSR500
- Police (CB500P)
- Shadow (VT500C)
- Silver Wing (GL500)
- Silver Wing Interstate (GL500I)
- Sport (CB500 twin)
- Tourist Trophy (GB500)
- Turbo (CX500)
- XL500S
- XL500R
- XBR500
- XR500
- Four (CB550F)
- Four (CB550K)
- Nighthawk (CB550SC)
- 599
- CB600F
- CBF600N
- CBF600S
- Hurricane (CBR600F)
- Honda CBR600F2
- Honda CBR600F3
- CBR600F4i
- CBR600RR
- Motosport (XL600)
- Shadow (VT600C VLX)
- Shadow Deluxe (VT600CD VLX)
- Silver Wing (GL600)
- Silver Wing ABS (GL600ABS)
- Smokin' Joe (CBR600SJR, CBR600SE)
- Transalp (XL600V)
- XR600R (offroad)
- XL600R (Dual-purpose enduro)
- Custom (CB650C, CX650C)
- CX650E
- Deauville
- Four (CB650)
- CBX650
- FX650 'Vigor'
- Bros/HawkGT (NT650)
- NTV/Revere (NTV650)
- Nighthawk (CB650SC)
- NX650
- Silver Wing (GL650)
- Silver Wing Interstate (GL650i)
- Transalp (XL650V)
- Turbo (CX650T)
- XR650L
- XR650R
- FMX 650
- Interceptor (VF700F, VFR700)
- Magna (VF700C)
- Nighthawk (CB700SC)
- Sabre (VF700S)
- Shadow (VT700C)
- Honda DN-01
- Trx 700xx
- Hurricane
- ACE (VT750C)
- ACE Deluxe (VT750C03)
- Africa Twin (RD07)
- Custom (CB750C)
- Four (CB750K)
- Hondamatic (CB750A)
- CBX750
- Interceptor (VF750F, VFR750)
- Magna (VF750C V45)
- Magna Deluxe (VF750CD)
- Nighthawk (CB750, CB750SC)
- Police (CB750P)
- Sabre V45 (VF750S)
- Shadow (VT750C)
- Shadow Aero (VT750)
- Shadow Deluxe (CB750CD)
- Shadow Spirit (VT750DC)
- SuperSport (CB750F)
- VFR750R RC30
- RVF750 RC45
- NR
- XLV750R
- RC212V
- Interceptor (VFR800FI)
- Interceptor ASB (VFR800FI)
- Pacific Coast (PC800)
- Shadow (VT800)
- CBR900RR including CBR954RR
- Custom (CB900C)
- Super Sport (CB900F) aka 919
- RC211V

### 1000 cm³ felett
- CB1000
- CB1000R
- CBF1000S
- CBR1000RR
- Custom (CB1000C)
- CBX1000
- Firestorm (VTR1000)
- Gold Wing (GL1000)
- Hurricane (CBR1000F)
- Interceptor (VF1000F, VF1000R)
- RC51 (RVT1000R)
- Super Hawk (VTR1000F)
- Super Sport (CBX)
- VTR1000R (RVT1000) SP1 & SP2 RC51
- XL1000V Varadero
- CBR1100XX
- Gold Wing (GL1100)
- Gold Wing Aspencade (GL1100A)
- Magna (VF1100C V65)
- Sabre (VF1100S V65 (VT1100C2)
- Shadow ACE (VT1100C2)
- Shadow ACE Tourer (VT1100T)
- Shadow Aero (VT1100C3)
- Spirit (VT1100C)
- ST1100 ABS
- Super Sport (CB1100F)
- Racing Modified CB1100F (CB1100R)
- X11
- Gold Wing (GL1200)
- Gold Wing Aspencade (GL1200A)
- Gold Wing Interstate (GL1200I)
- Gold Wing Limited (GL1200L)

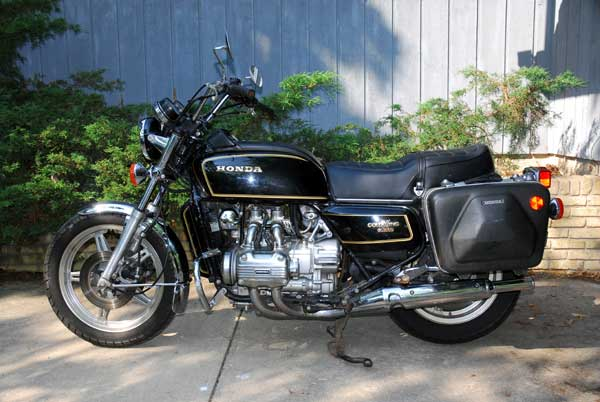
Honda GL1000

- Gold Wing Special Edition (GL1200SEI)
- VFR1200
- CB1300
- Pan European (ST1300)
- VTX1300C
- VTX1300R
- VTX1300S
- Aspencade (GL1500A)
- Gold Wing (GL1500)
- Interstate (GL1500I)
- Special Edition (GL1500SE)
- Valkyrie (GL1500C)
- Gold Wing (GL1800)
- Valkyrie Rune (NRX 1800)
- VTX 1800C
- VTX 1800R
- VTX 1800S

## Fordítás
- Ez a szócikk részben vagy egészben  a   List of Honda vehicles című angol Wikipédia-szócikk ezen változatának fordításán alapul.  Az eredeti cikk szerkesztőit annak laptörténete sorolja fel. Ez a jelzés csupán a megfogalmazás eredetét és a szerzői jogokat jelzi, nem szolgál a cikkben szereplő információk forrásmegjelöléseként.

## Külső hivatkozások
- Honda Worldwide
- Honda Hybrids